# Альпийский переулок (Санкт-Петербург)
Альпи́йский переу́лок — одна из улиц Фрунзенского района Санкт-Петербурга. Проходит от полотна Витебской железной дороги (Белградской улицы) до Бухарестской улицы. Самый длинный переулок в городе, часть исторического пути Куракина дорога — самой старой дороги в Купчино, впоследствии известной как Южное шоссе.

## История переименований
- с XIX века до 15 декабря 1952 года — Куракина дорога.
- с 15 декабря 1952 года до 16 октября 1978 года — Южное шоссе.
- с 16 октября 1978 года по сегодняшний день — Альпийский переулок.

## Расположение
Альпийский переулок пересекает или граничит со следующими улицами:
- Белградская улица (Альпийский переулок примыкает к ней).
- Будапештская улица (пересечение).
- Бухарестская улица (прямого пересечения нет, въезд/выезд осуществляется из параллельно идущего «кармана»).

До отсечения переулка с восточного и западных концов был частью Южного шоссе, которое пересекало Витебскую ж/д по переезду у нынешней платформы Проспект Славы (изначальное название Купчино) и продолжалось на запад до современной Краснопутиловской улицы и проспекта Стачек, а в направлении на восток доходило до берега Невы.
3 октября 2019 года около границы с Бухарестской улицей - была открыта станция метро Проспект Славы.

## Школы
В Альпийском переулке располагаются две школы.
| Номер школы | Адрес          | Координаты                      |
| 298         | Дом 19 корп. 2 | 59°51′03″ с. ш. 30°22′48″ в. д. |
| 325         | Дом 5 корп. 2  | 59°51′01″ с. ш. 30°22′19″ в. д. |

## Общежития
По адресу Альпийский переулок, дом 15 корп.2 располагается общежитие ИТМО.

## Ближайшие отделы полиции
- 27 отдел 192212, Санкт-Петербург, Будапештская ул., д. 44 корп. 2
- 12 отдел 192241, Санкт-Петербург, Пражская ул., д. 35
- 14 отдел 192281, Санкт-Петербург, Купчинская ул., д. 10, корп. 1,

## Транспорт
- Пересечение Будапештской улицы и Альпийского переулка: автобусы (74, 159, 225, 246, 282, 288), троллейбусы (39, 47) и маршрутка "ТРЦ РИО - улица Олеко Дундича".
- Пересечение Бухарестской улицы и Альпийского переулка: автобусы (54, 56, 57, 282) и трамваи (25, 43, 45, 49).